# Nati nel 1945/Giugno
| Questa pagina contiene informazioni ricavate automaticamente dalle voci biografiche con l'ausilio del template Bio e di un bot. L'aggiornamento è periodico e automatico e ricostruisce completamente la pagina. Se manca una persona in questa lista, sei pregato di non aggiungerla, ma accertati piuttosto che la sua voce biografica contenga il template Bio e che i dati anagrafici siano correttamente compilati. Se il template Bio manca, inseriscilo tu stesso o, in alternativa, metti l'avviso {{tmp\|Bio}} che ne segnala la mancanza. Se i dati riportati sono sbagliati, correggi direttamente la voce biografica; le modifiche saranno visibili in questa lista entro pochi giorni. Per chiarimenti vedi il progetto biografie. La lista contiene solo le 201 persone che sono citate nell'enciclopedia e per le quali è stato implementato correttamente il template Bio. Pagina aggiornata al 26 lug 2025. |

- 1º giugno - Marino Basso, ex ciclista su strada italiano
- 1º giugno - Gustavo Cisneros, imprenditore venezuelano († 2023)
- 1º giugno - Claudio Gregori, giornalista italiano
- 1º giugno - Ray Harford, calciatore e allenatore di calcio inglese († 2003)
- 1º giugno - Robert North, danzatore, coreografo e insegnante statunitense
- 1º giugno - Brian Oldfield, pesista statunitense († 2017)
- 1º giugno - Linda Scott, cantante statunitense
- 1º giugno - Frederica von Stade, mezzosoprano statunitense
- 1º giugno - Russ Webb, ex pallanuotista e nuotatore statunitense
- 2 giugno - Rita Borsellino, attivista e politica italiana († 2018)
- 2 giugno - Richard Long, fotografo e scultore britannico
- 2 giugno - Hans-Bert Matoul, ex calciatore tedesco orientale
- 2 giugno - Jon Peters, produttore cinematografico statunitense
- 3 giugno - Ida Di Benedetto, attrice e produttrice cinematografica italiana
- 3 giugno - Hale Irwin, golfista statunitense
- 3 giugno - Claudio Lippi, cantante, produttore discografico e conduttore televisivo italiano
- 3 giugno - Bill Paterson, attore scozzese
- 3 giugno - Patricia Ruanne, ballerina, direttrice artistica e coreografa britannica († 2022)
- 4 giugno - Jim Baird, politico statunitense
- 4 giugno - Anthony Braxton, compositore e polistrumentista statunitense
- 4 giugno - Ray May, ex giocatore di football americano statunitense
- 4 giugno - Arno Rafael Minkkinen, fotografo statunitense
- 4 giugno - John Sherwood, ex ostacolista britannico
- 4 giugno - Ivan Stewart, ex pilota automobilistico statunitense
- 4 giugno - Daniel Topolski, canottiere, giornalista e scrittore britannico († 2015)
- 5 giugno - John Carlos, ex velocista statunitense
- 5 giugno - Francesco Chimenti, ex calciatore italiano
- 5 giugno - June Gable, attrice statunitense
- 5 giugno - André Lacroix, ex hockeista su ghiaccio canadese
- 5 giugno - Wladimiro Panizza, ciclista su strada e ciclocrossista italiano († 2002)
- 6 giugno - Max Anderson, ex giocatore di football americano statunitense
- 6 giugno - Allen Boyd, politico statunitense
- 6 giugno - David Dukes, attore statunitense († 2000)
- 6 giugno - Augusto César Lendoiro, dirigente sportivo spagnolo
- 6 giugno - Willy Morales, musicista cileno
- 6 giugno - Arthur Shawcross, serial killer statunitense († 2008)
- 6 giugno - Ladislav Škorpil, allenatore di calcio e ex calciatore ceco
- 7 giugno - Henry Beard, comico, scrittore e editore statunitense
- 7 giugno - Napoleon Murphy Brock, cantante, sassofonista e flautista statunitense
- 7 giugno - Petros Galaktopoulos, ex lottatore greco
- 7 giugno - Jacy Boemer Guedes de Azevedo, ex cestista brasiliana
- 7 giugno - Isidoro Meschi, presbitero e giornalista italiano († 1991)
- 7 giugno - Enrico Montesano, attore, conduttore televisivo e cantante italiano
- 7 giugno - Wolfgang Schüssel, ex politico austriaco
- 7 giugno - John Whittaker, economista e politico britannico
- 8 giugno - Wes Bialosuknia, cestista statunitense († 2013)
- 8 giugno - Klenie Bimolt, ex nuotatrice olandese
- 8 giugno - Orazio Antonio Bologna, filologo classico e poeta italiano
- 8 giugno - Gioacchino Caracausi, sollevatore italiano († 2011)
- 8 giugno - René Deck, ex calciatore svizzero
- 8 giugno - Kamal Kamel Mohammed, ex cestista egiziano
- 8 giugno - Nicky Oppenheimer, imprenditore sudafricano
- 8 giugno - Arunas Rudvalis, matematico statunitense
- 8 giugno - Jack Sholder, regista statunitense
- 9 giugno - Pierluigi Castagnetti, politico italiano
- 9 giugno - Faïna Mel'nyk, discobola e pesista sovietica († 2016)
- 9 giugno - Giustina Mistrello Destro, politica italiana
- 9 giugno - Luis Ocaña, ciclista su strada spagnolo († 1994)
- 9 giugno - Alfredo Pascual Sanz, calciatore e allenatore di calcio spagnolo († 2014)
- 9 giugno - Georgi Vasilev, ex calciatore greco
- 10 giugno - Tommy Baldwin, calciatore inglese († 2024)
- 10 giugno - Bruno Cotte, magistrato francese
- 10 giugno - Sandy Davie, allenatore di calcio e ex calciatore scozzese
- 10 giugno - Miralem Fazlić, calciatore jugoslavo
- 10 giugno - Claudio Lo Jacono, storico, islamista e arabista italiano
- 10 giugno - Pål Sæthrang, calciatore norvegese († 2004)
- 11 giugno - Adrienne Barbeau, attrice, doppiatrice e scrittrice statunitense
- 11 giugno - Roland Moreno, inventore e imprenditore francese († 2012)
- 11 giugno - Walt Piatkowski, ex cestista statunitense
- 12 giugno - Brian Brunkhorst, ex cestista statunitense
- 12 giugno - Alfred Gell, antropologo britannico († 1997)
- 12 giugno - Pat Jennings, ex calciatore nordirlandese
- 12 giugno - Georgij Kuznecov, regista sovietico († 2005)
- 12 giugno - Pasquale Loseto, allenatore di calcio e ex calciatore italiano
- 13 giugno - Ronald Grabe, ex astronauta e aviatore statunitense
- 13 giugno - Antonio Guidi, politico e neurologo italiano
- 13 giugno - Giovanni Lai, militare italiano († 2020)
- 13 giugno - Massimo Marconi, fumettista italiano († 2025)
- 13 giugno - Vasso Ovale, cantante italiano
- 13 giugno - José Pinheiro, regista, montatore e sceneggiatore francese
- 13 giugno - Tillman Thomas, politico grenadino
- 14 giugno - Vladimir Andreev, ex cestista sovietico
- 14 giugno - Rod Argent, cantautore e tastierista britannico
- 14 giugno - Claudine Beccarie, attrice francese
- 14 giugno - Cosimo D'Arrigo, generale italiano
- 14 giugno - Giuliano De Risi, giornalista italiano
- 14 giugno - Jörg Immendorff, pittore, scultore e scenografo tedesco († 2007)
- 14 giugno - Thein Sein, generale e politico birmano
- 14 giugno - Joan Silber, scrittrice statunitense
- 14 giugno - Richard Stebbins, ex velocista statunitense
- 14 giugno - Pierre de Boissieu, diplomatico francese
- 15 giugno - Wayne Chapman, ex cestista e allenatore di pallacanestro statunitense
- 15 giugno - Miriam Defensor-Santiago, politica, avvocata e giudice filippina († 2016)
- 15 giugno - Annie Féolde, cuoca francese
- 15 giugno - Kunihisa Honda, goista giapponese
- 15 giugno - Don McGregor, scrittore e sceneggiatore statunitense
- 15 giugno - Nicola Pagett, attrice britannica († 2021)
- 15 giugno - Vito Pancella, artista, scultore e incisore italiano († 2005)
- 15 giugno - Robert Sarah, cardinale e arcivescovo cattolico guineano
- 15 giugno - Amos Sawyer, politico liberiano († 2022)
- 15 giugno - Jean-Pierre Staelens, cestista francese († 2000)
- 16 giugno - John Dawson, cantautore e musicista statunitense († 2009)
- 16 giugno - Mamadou Dioume, attore teatrale, regista teatrale e pedagogo senegalese
- 16 giugno - Ivan Lins, cantante, musicista e compositore brasiliano
- 16 giugno - Roger Menetrey, ex pugile francese
- 16 giugno - Orazio Montinaro, politico italiano
- 16 giugno - Anatolij Nikolajevič Perminov, ingegnere russo
- 16 giugno - Giovanni Rondelli, musicista, compositore e cantautore italiano
- 16 giugno - Ana Tot, ex cestista jugoslava
- 17 giugno - Jan Andersen, ex calciatore danese
- 17 giugno - Laurie Calloway, allenatore di calcio e ex calciatore inglese
- 17 giugno - Malevo Ferreyra, poliziotto argentino († 2008)
- 17 giugno - Tommy Ray Franks, generale statunitense
- 17 giugno - Paul Kennedy, storico e saggista inglese
- 17 giugno - Ken Livingstone, politico britannico
- 17 giugno - Eddy Merckx, ex ciclista su strada, pistard e ciclocrossista belga
- 17 giugno - Inge Thun, calciatore norvegese († 2008)
- 18 giugno - John E. Douglas, poliziotto e ex militare statunitense
- 18 giugno - Sergio Lanza, presbitero e teologo italiano († 2012)
- 18 giugno - Howard Siler, bobbista statunitense († 2014)
- 18 giugno - Bohumil Veselý, ex calciatore cecoslovacco
- 18 giugno - John Whisenant, allenatore di pallacanestro statunitense
- 19 giugno - Françoise Chandernagor, scrittrice e funzionaria francese
- 19 giugno - Erzsébet Elekes, ex cestista ungherese
- 19 giugno - Ismael Fernandes, sceneggiatore, autore televisivo e giornalista brasiliano († 1997)
- 19 giugno - Radovan Karadžić, politico e criminale di guerra bosniaco
- 19 giugno - Mario Livio, astrofisico e divulgatore scientifico israeliano
- 19 giugno - Greil Marcus, scrittore e critico musicale statunitense
- 19 giugno - Spomenka Milojević, ex cestista jugoslava
- 19 giugno - Heikki Nousiainen, attore, doppiatore e regista finlandese
- 19 giugno - Robert Palmer, musicologo, scrittore e clarinettista statunitense († 1997)
- 19 giugno - Aung San Suu Kyi, politica birmana
- 19 giugno - Tobias Wolff, scrittore statunitense
- 20 giugno - Hassan Abshir Farah, politico somalo († 2020)
- 20 giugno - Maria Luisa Boccia, filosofa e politica italiana
- 20 giugno - James Buchli, ex astronauta e ingegnere statunitense
- 20 giugno - Maria Guinot, cantante e pianista portoghese († 2018)
- 20 giugno - Jean-Claude Izzo, scrittore, poeta e giornalista francese († 2000)
- 20 giugno - Shekhar Mehta, pilota di rally keniota († 2006)
- 20 giugno - Ali Mohsen al-Ahmar, politico e generale yemenita
- 20 giugno - Anne Murray, cantante canadese
- 21 giugno - Mario Giaccone, ciclista e dirigente sportivo italiano
- 21 giugno - Maria Luisa Santella, attrice italiana
- 21 giugno - Adam Zagajewski, poeta, scrittore e saggista polacco († 2021)
- 21 giugno - Marc Zermati, produttore discografico francese († 2020)
- 22 giugno - Giorgio Bernardis, ex calciatore italiano
- 22 giugno - Paul Besson, ex cestista e allenatore di pallacanestro francese
- 22 giugno - Miko, cantautore italiano
- 22 giugno - Rainer Brüderle, politico tedesco
- 22 giugno - Ermanno Cristin, calciatore italiano († 2019)
- 22 giugno - Pere Gimferrer, poeta, scrittore e critico letterario spagnolo
- 22 giugno - Marco Magnani, storico dell'arte e critico d'arte italiano († 2003)
- 22 giugno - Sergio Nuti, montatore e regista italiano († 2012)
- 22 giugno - Erica Prugger, ex slittinista italiana
- 22 giugno - Giovanni Antonino Puglisi, storico della filosofia e banchiere italiano
- 22 giugno - Gerald Richard Barnes, vescovo cattolico statunitense
- 23 giugno - Gérard Fénouil, velocista francese († 2023)
- 23 giugno - John Garang, politico, guerrigliero e militare sudsudanese († 2005)
- 23 giugno - Paul Goddard, bassista e compositore statunitense († 2014)
- 23 giugno - Nunzia Greton, cantante italiana († 2025)
- 24 giugno - Colin Blunstone, cantante e compositore britannico
- 24 giugno - Enrico Calamai, diplomatico italiano
- 24 giugno - Wayne Cashman, allenatore di hockey su ghiaccio e ex hockeista su ghiaccio canadese
- 24 giugno - George Pataki, politico statunitense
- 24 giugno - Betty Stöve, ex tennista olandese
- 24 giugno - Stefan Weinfurter, storico tedesco († 2018)
- 25 giugno - Carolyn Cheeks Kilpatrick, politica statunitense
- 25 giugno - Gerry Rinaldi, sciatore alpino e dirigente sportivo canadese († 2017)
- 25 giugno - Labi Siffre, cantautore e poeta britannico
- 25 giugno - Türkan Şoray, attrice e produttrice cinematografica turca
- 25 giugno - Clint Warwick, bassista inglese († 2004)
- 25 giugno - Salomé de Bahia, cantante brasiliana
- 26 giugno - Ambra Borelli, cantante e bassista italiana
- 26 giugno - Giovanna Capelli, politica italiana
- 26 giugno - Juan Costas, velista spagnolo († 2018)
- 26 giugno - Christian Grenier, scrittore francese
- 26 giugno - Andrea Milardi, dirigente sportivo e allenatore di atletica leggera italiano († 2016)
- 26 giugno - Michael Persinger, neuroscienziato statunitense († 2018)
- 26 giugno - Daniele Protti, giornalista italiano († 2024)
- 26 giugno - Georges Ramaïoli, fumettista francese
- 27 giugno - Amihai Ayalon, ex politico e generale israeliano
- 27 giugno - Joey Covington, batterista e compositore statunitense († 2013)
- 27 giugno - Norma Kamali, stilista statunitense
- 27 giugno - Tadeusz Radwan, slittinista polacco († 2003)
- 27 giugno - David Scott, politico statunitense
- 27 giugno - Jürgen Wohlers, ex cestista tedesco
- 28 giugno - Ken Buchanan, pugile britannico († 2023)
- 28 giugno - Allegra Caracciolo, filantropa italiana
- 28 giugno - Jane Harman, politica statunitense
- 28 giugno - Keith R. Kernspecht, artista marziale tedesco († 2024)
- 28 giugno - David Knights, musicista, bassista e compositore britannico
- 28 giugno - Philippa Marrack, biologa e immunologa britannica
- 28 giugno - Risto Ničevski, scacchista macedone († 1996)
- 28 giugno - Raul Seixas, cantante, compositore e musicista brasiliano († 1989)
- 29 giugno - Chandrika Kumaratunga, politica cingalese
- 29 giugno - Mike Belkin, ex tennista canadese
- 29 giugno - Paola Gassman, attrice italiana († 2024)
- 29 giugno - José Rosa dos Santos, ex arbitro di calcio portoghese
- 30 giugno - Bob Klose, chitarrista britannico
- 30 giugno - Svein Bjørn Olsen, calciatore norvegese († 1998)
- 30 giugno - Sean Scully, pittore statunitense